# さんふらわあ ぱーる
さんふらわあ ぱーるは、商船三井さんふらわあが運航するフェリー。神戸港（六甲アイランドフェリーターミナル）と大分港と結ぶ航路に就航している。

## 概要
ダイヤモンドフェリーによりスターダイヤモンドの代船として三菱重工業下関造船所で建造され、2008年1月16日に神戸 - 大分航路（中九州航路）の直行便に就航した。船名はダイヤモンドフェリーの第2船「フェリーパール」に由来する。
関西汽船とダイヤモンドフェリーのフェリーさんふらわあへの統合により、2009年11月1日からフェリーさんふらわあによる運航となった。その際、ファンネルマークがダイヤモンドフェリーの頭文字のDのマークからオレンジ1色に変更された。
船内デザインは渡辺友之が手掛け、「うらら」をテーマとしたコンセプチュアルストーリーに基づいて作られた。

## 船内

### 船室
個室は全て洋室となっている。2016年にはツーリストルームの一部を改装して「プライベートベッド」を設置、2月26日から使用を開始。2024年にはツーリスト客室へのUSB電源設置、パブリックスペースの改装等のリニューアルを実施。個室とプライベートベッドの利用者には、使い捨てのカードキーが発行される。
| タイプ | クラス             | 定員  | 設備 |
| ------ | ------------------ | ----- | --- |
| 個室   | デラックス         | 2-4名 | 2名以上で利用の場合は補助ベッド使用 ユニットバス、シャワートイレ、洗面台、テレビ、冷蔵庫、バルコニー付き |
| 個室   | スタンダード       | 4名   | 二段ベッド、洗面台、テレビ付き、窓あり                                                                   |
| 個室   | スタンダード       | 2名   | 二段ベッド、洗面台、テレビ付き、窓なし                                                                   |
| 個室   | スタンダード       | 1-2名 | 2名利用の場合は補助ベッド使用、洗面台、テレビ付き、窓なし                                                |
| 寝台   | プライベートベッド | 1名   | テレビ、電源コンセント                                                                                   |
| 大部屋 | ツーリスト         |       | テレビ、電源コンセント（共用）                                                                           |

### 設備
- エントランス
- プロムナード
- 展望デッキ
- レストラン - 夕食、朝食ともにバイキング方式
- 売店
- 自動販売機
- 展望浴場
- シャワールーム
- ゲームコーナー
- キッズスペース
- 喫煙サロン
- ペットルーム

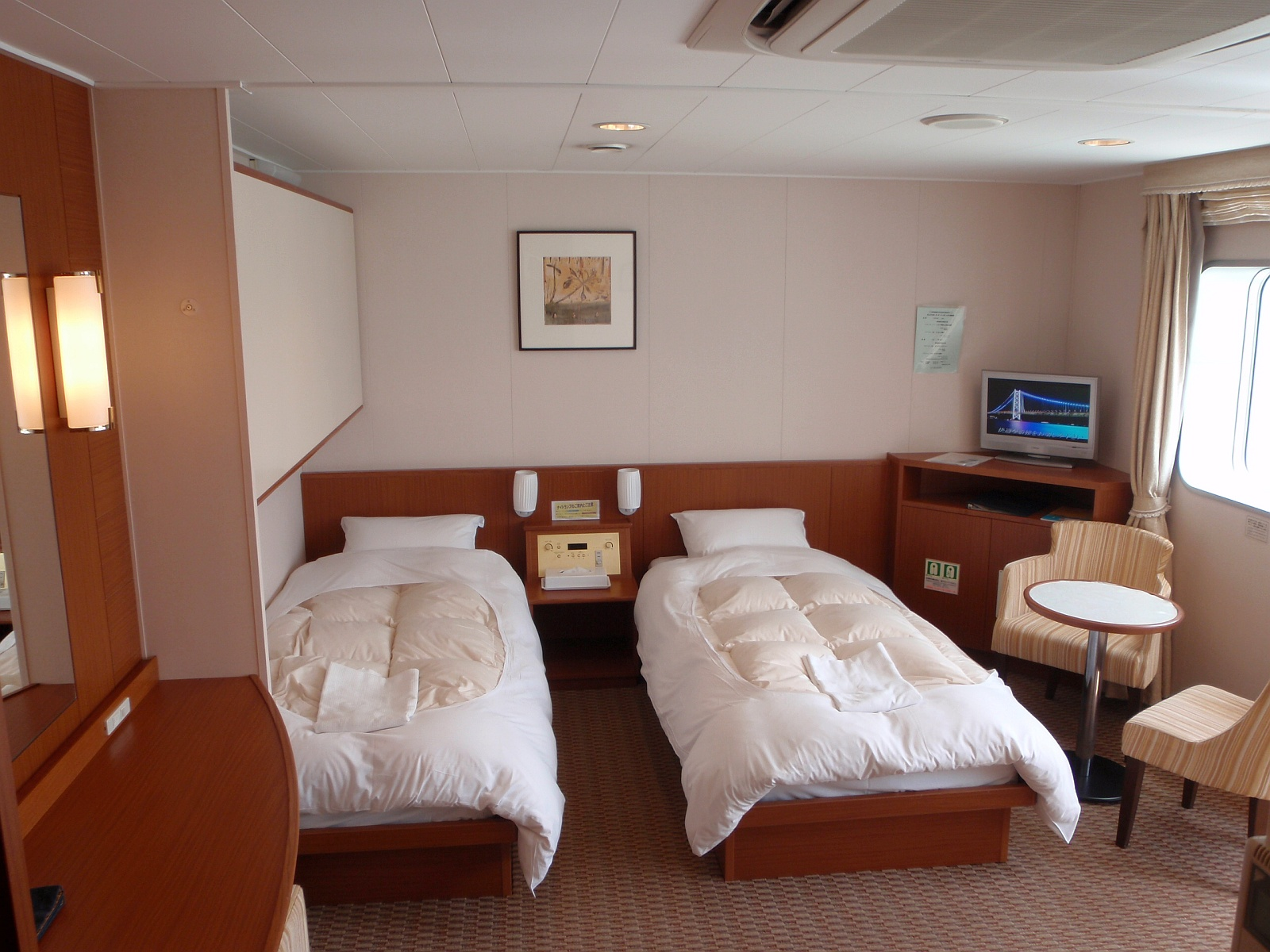
デラックス（寝室）
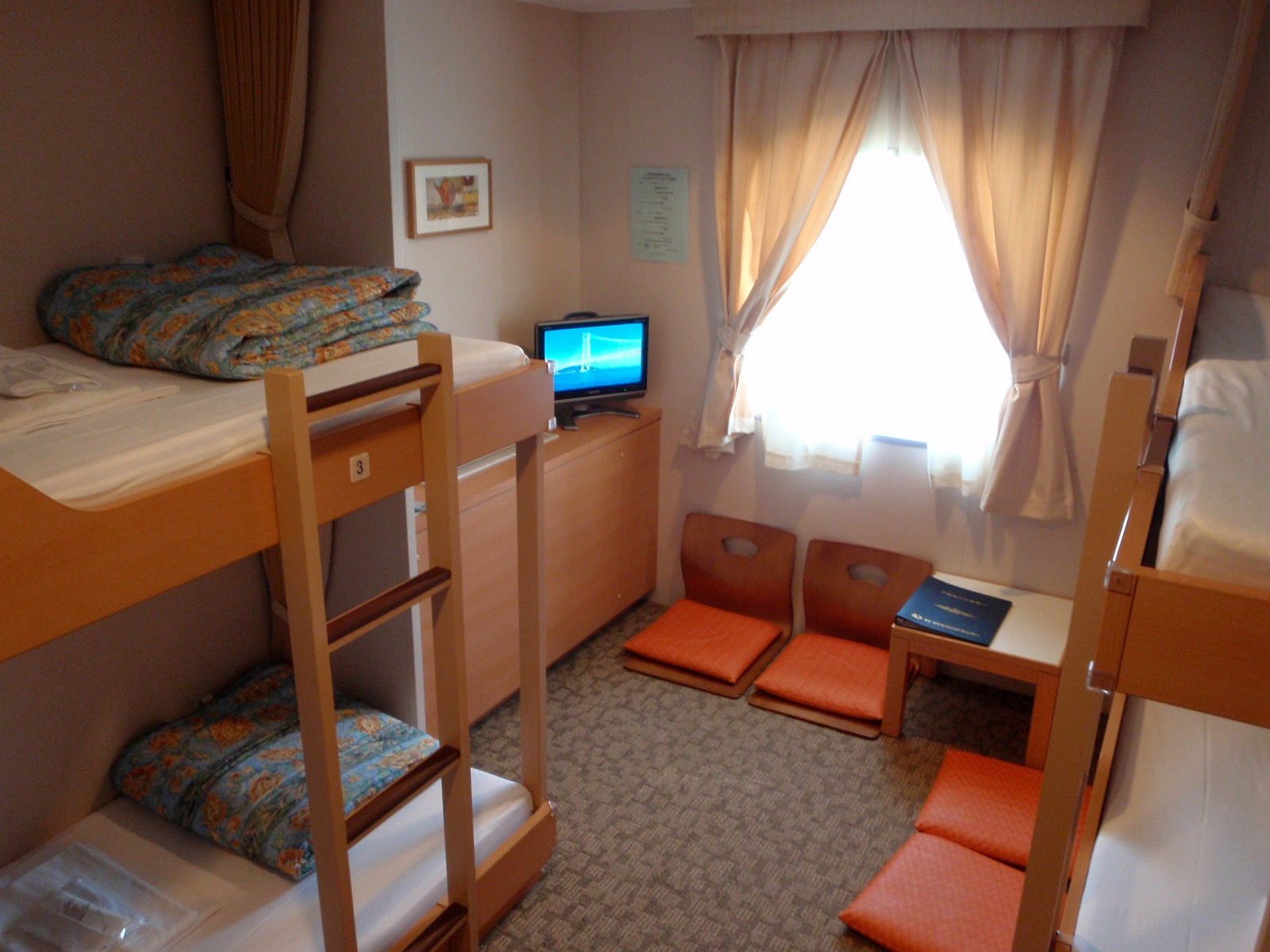
スタンダード（4名室）
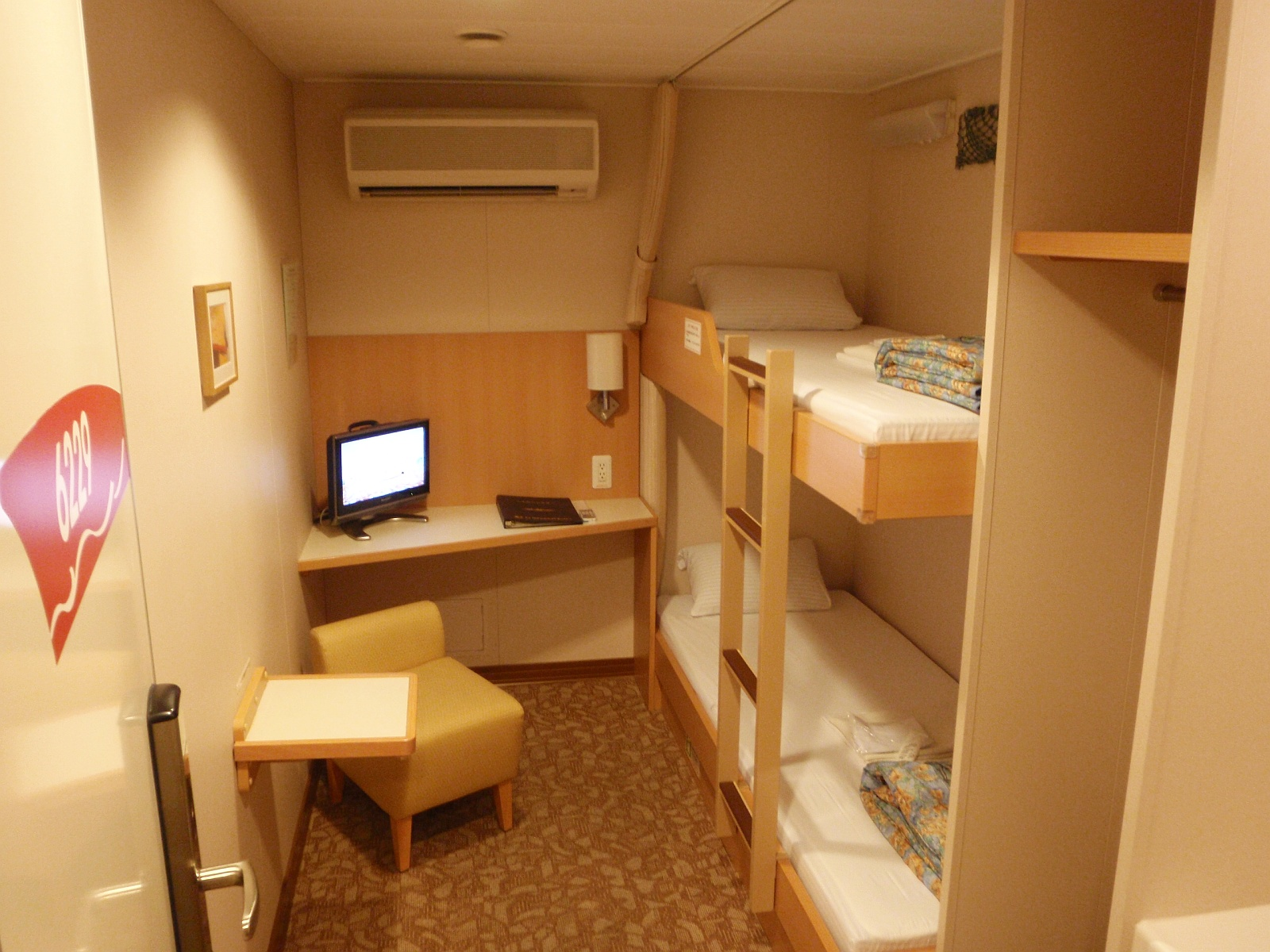
スタンダード（2名室）
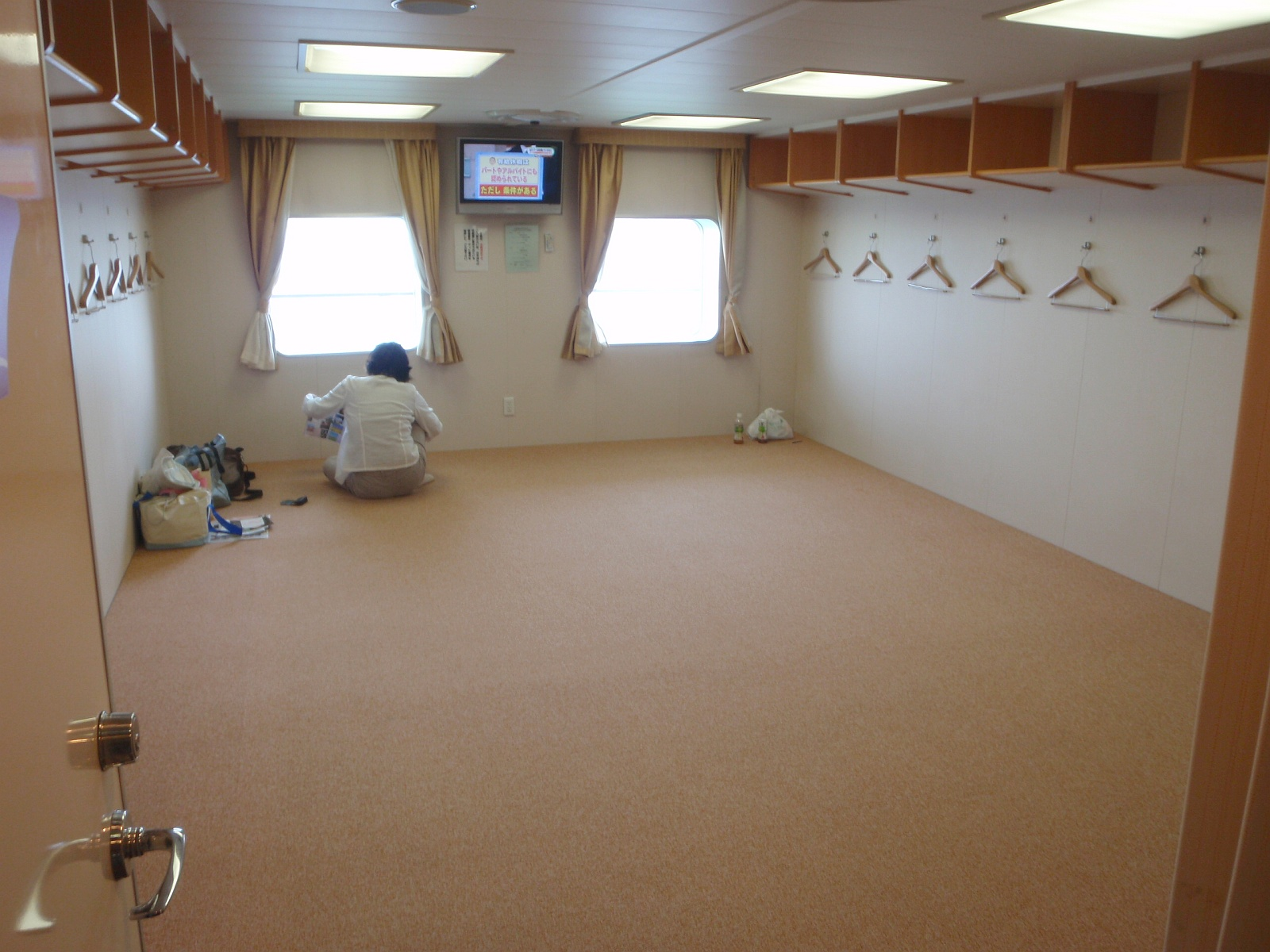
ツーリスト
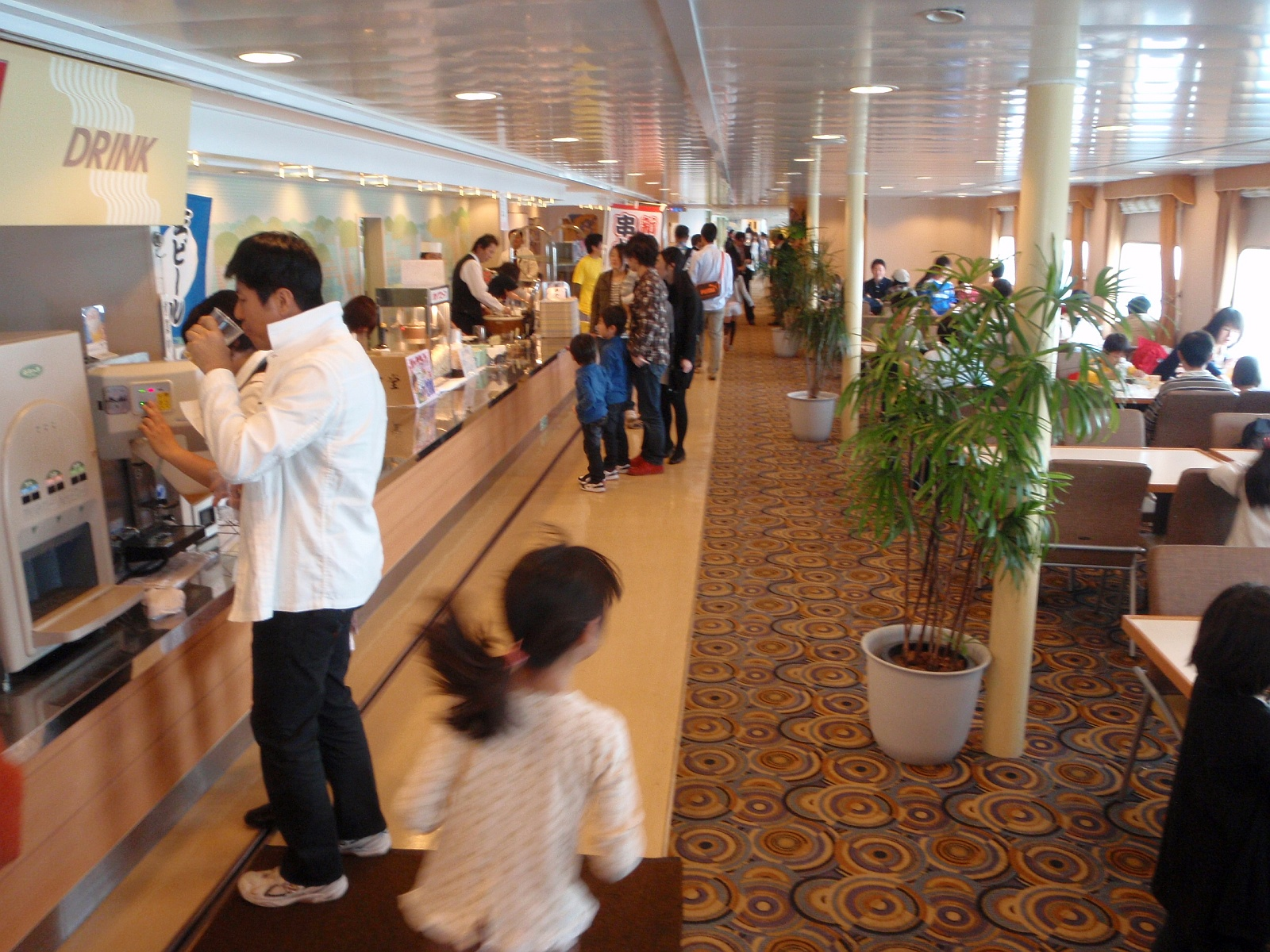
レストラン
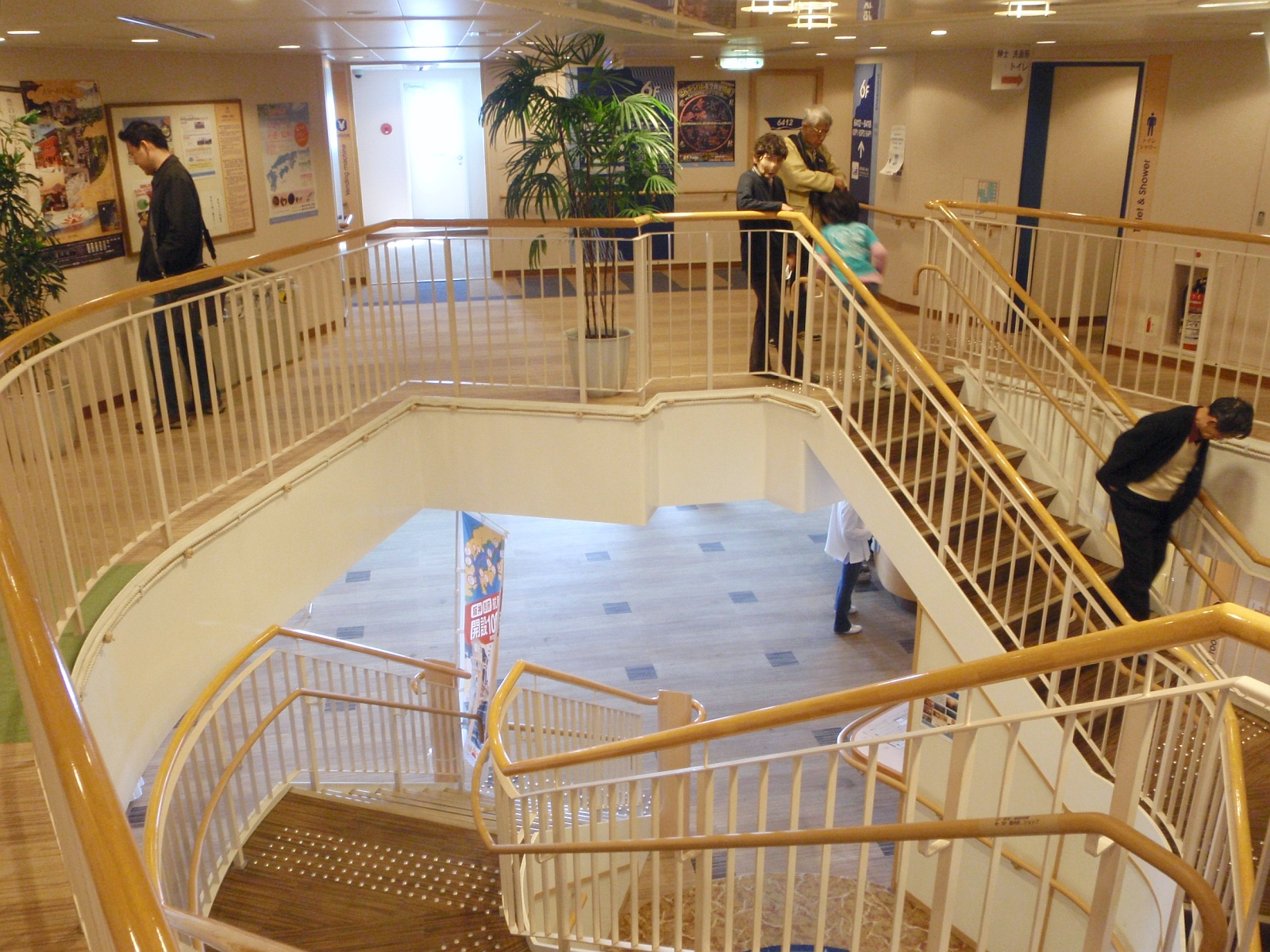
船内通路
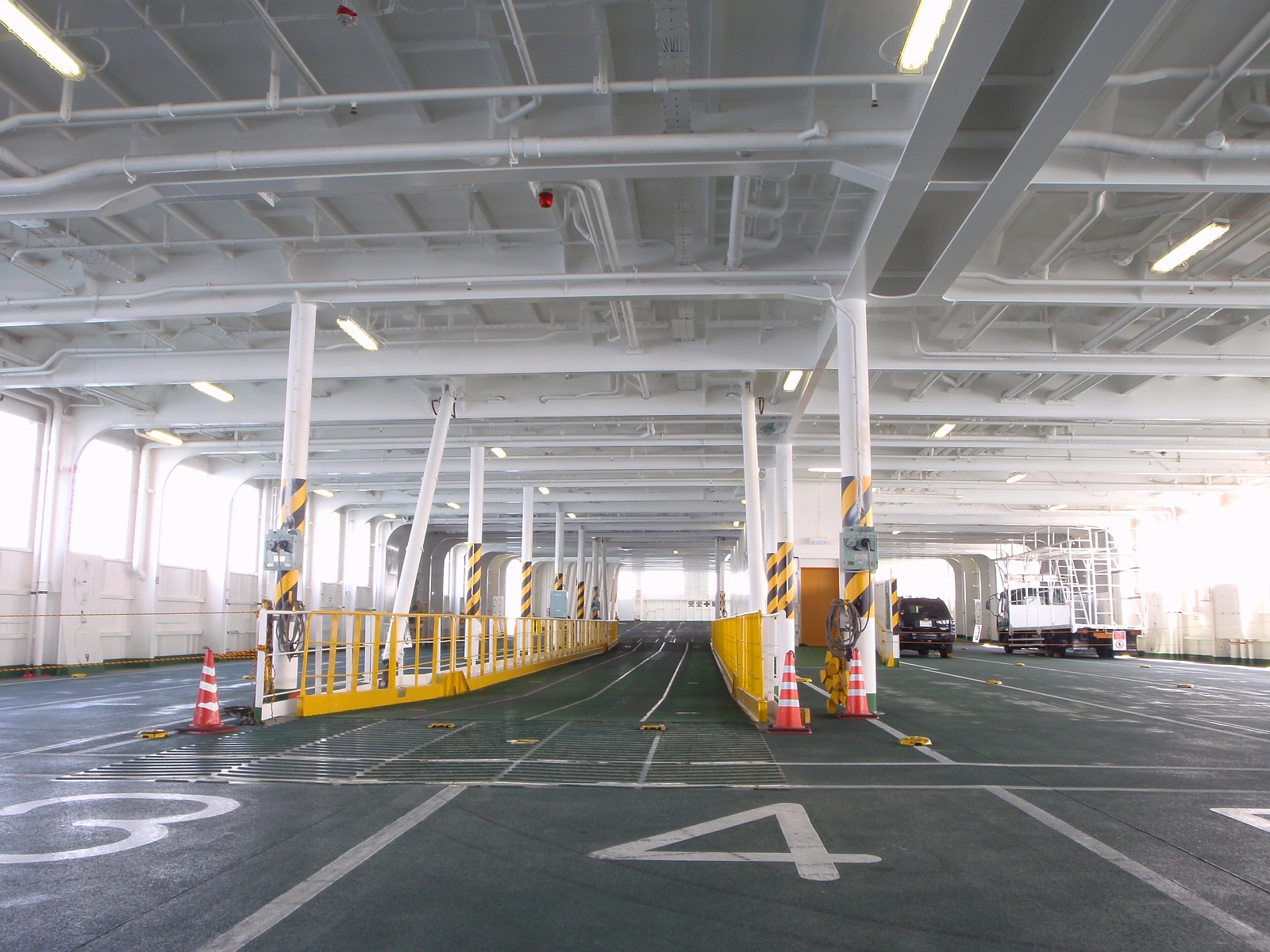
車両甲板
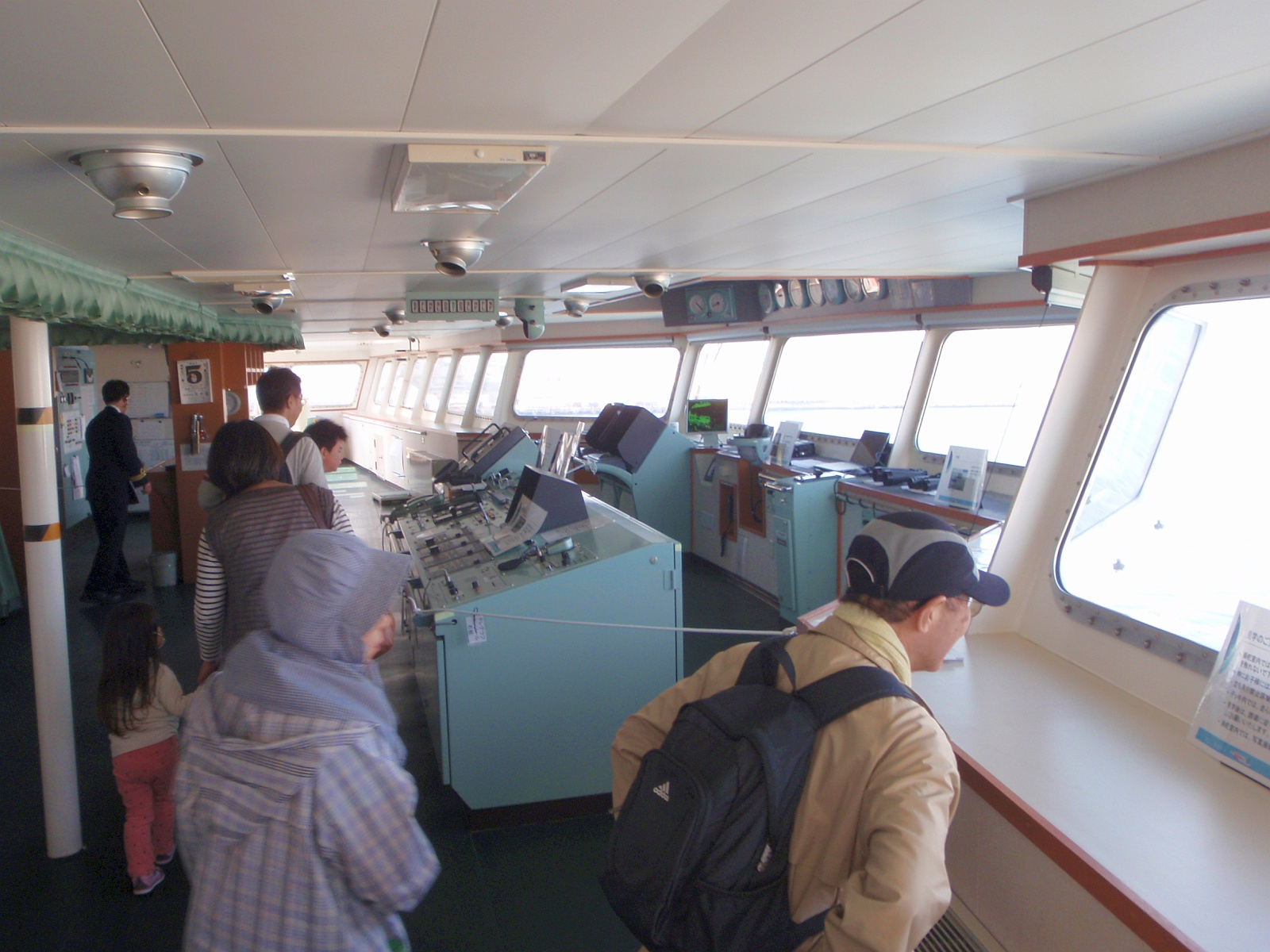
船橋
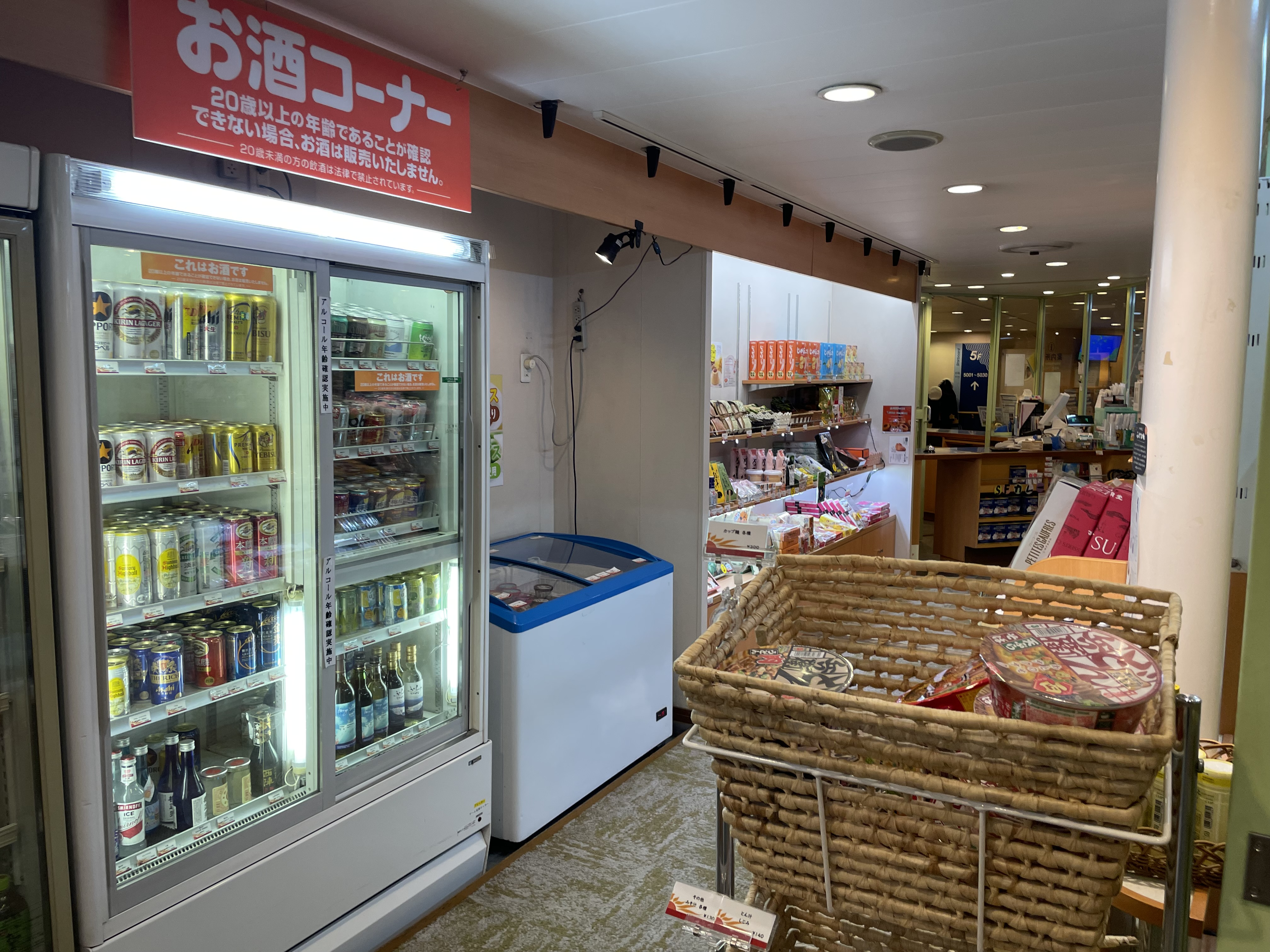
売店
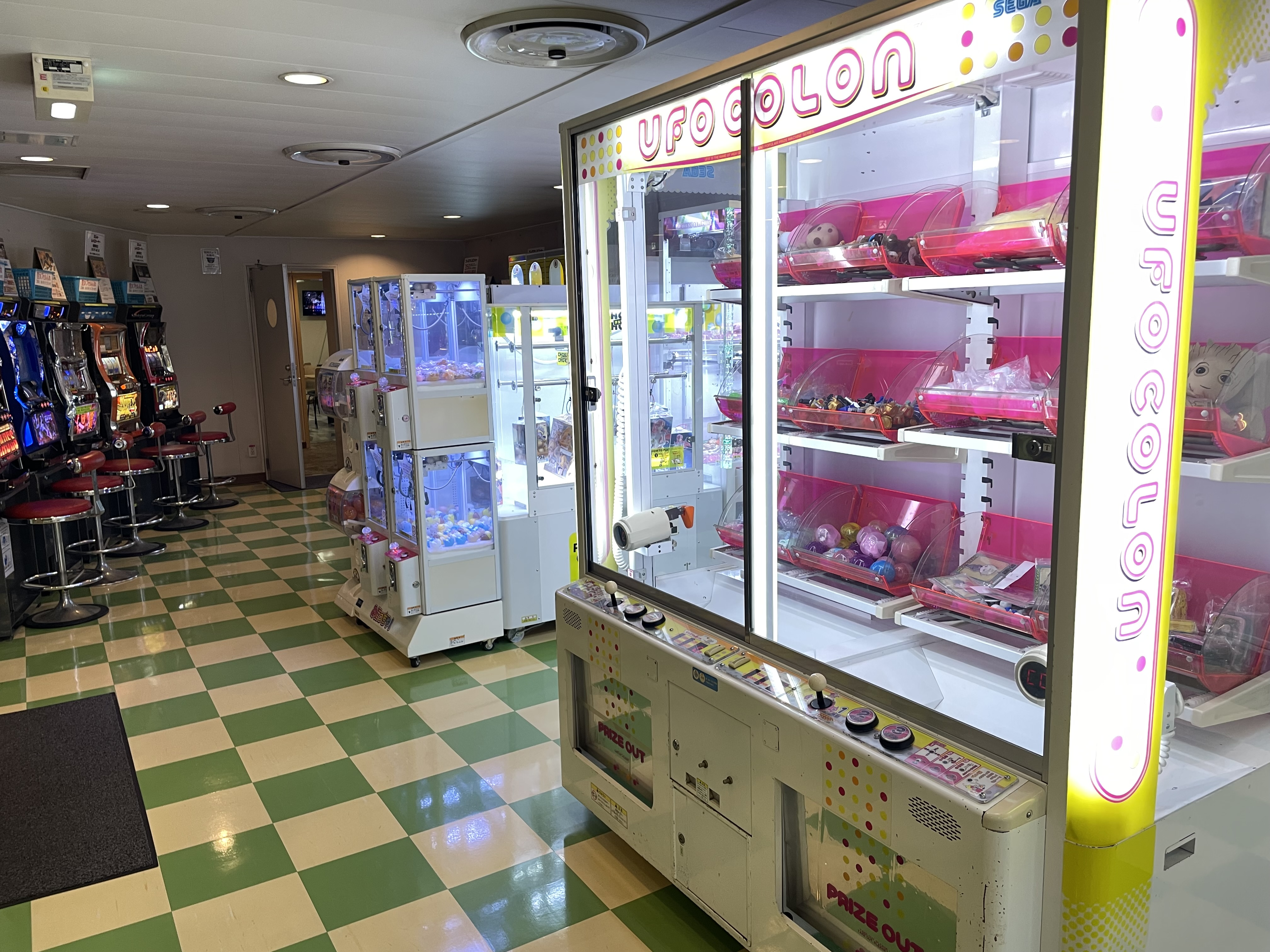
ゲームコーナー

## 事故・インシデント
2009年10月21日、同型船の「さんふらわあ ごーるど」が大分港から神戸港へ航行中、油圧式可変ピッチ推進装置（プロペラ）の翼角が変わらなくなり、所定の速度で航行出来なくなった。原因は設計上の欠陥により、油圧式可変ピッチ推進装置のアウターオイルチューブおよびボスヘッド締付けボルトに亀裂が生じたためであった。本船でも同様の損傷が確認され、当該部は形状が変更された対策品と交換された。
2014年1月9日、18時33分ごろ、六甲アイランドフェリーターミナル第1バースで荷役中だった本船に、西側のバースに着岸しようとしていた貨物船が圧流され接触した。本船の左舷側に貨物船の後部が繰り返し衝突する形となり、 本船は船橋左舷下部に破口を生じるなど左舷外板が損傷した。本船は応急補修後、約2時間半遅れで運航された。
2017年12月15日、機関故障が発生し、MES-KHI由良ドックへ緊急入渠。原因は不明だが故障が深刻であったため9カ月間運休し、2018年8月29日の神戸発便より運行を再開。休航中の2018年5月から8月にかけては、本船の代替としてさんふらわあ さつま1が別府-神戸間を臨時運航した。